# Factores de la comunicación

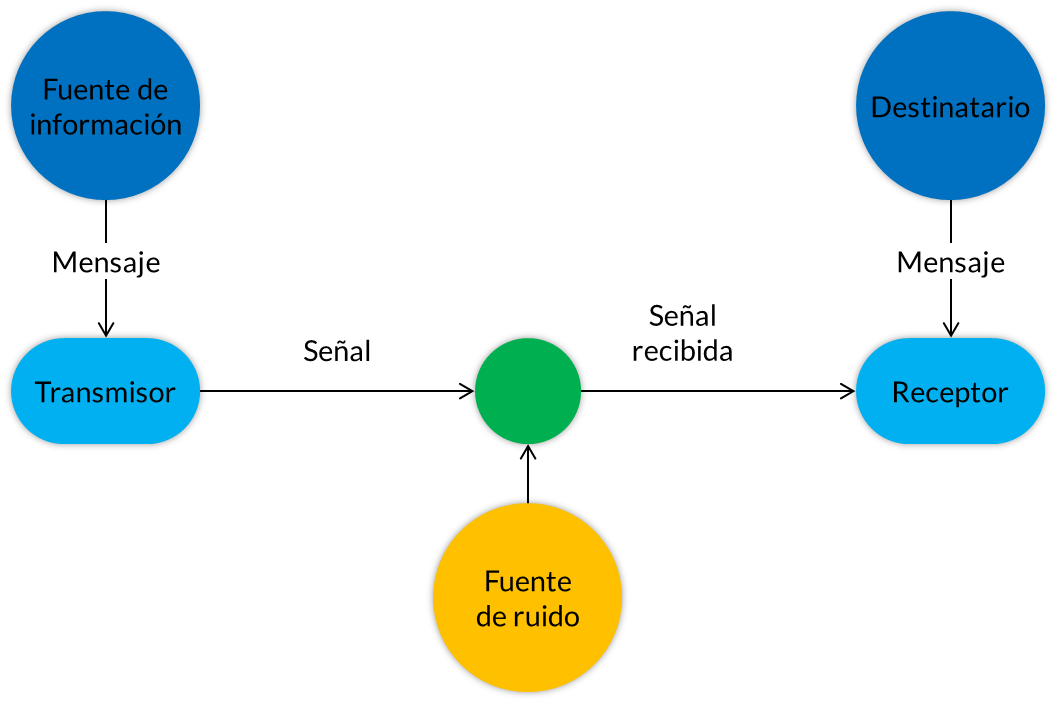
Esquema simplificado de los factores de la comunicación ideado por Claude Shannon en su teoría de la información.

Factores de la comunicación son, en la teoría de la información, los elementos que intervienen en todo proceso de comunicación. Su inventario más completo establece diez: fuente, emisor, código, señal, mensaje, canal, redundancia, situación, contexto y receptor (mejor denominado destinatario).

## Concepto y evolución
Quienes trataron en primer lugar sobre factores de la comunicación fueron el ingeniero y matemático Claude E. Shannon y el sociólogo Warren Weaver en su The mathematical Theory of Communication, Urbana: The University of Illinois Press, 1949, y el inventario entonces se limitaba a seis elementos que intervenían en la transmisión de un mensaje o información: fuente, transmisor, señal, ruidos, receptor y destinatario. Este esquema fue luego ampliado con más elementos: emisor, código, mensaje, canal, redundancia, señal (emitida y recibida), situación y contexto. Shannon se encargó de los aspectos cuantificables del proceso, mientras que Warren Weaver expandió este esquema al señalar que los problemas de comunicación se podían analizar en tres niveles: técnico, semántico (referido al significado e interpretación del mensaje) y pragmático (sobre las consecuencias de la comunicación en el comportamiento de las personas).
Durante 1958, el lingüista, fonólogo y teórico literario ruso Roman Jakobson, presentó su teoría de la información articulada en torno a los factores de la comunicación, a saber: (emisor, receptor, referente, canal, mensaje y código). Además y en línea con el modelo de Karl Bühler, Jakobson dedujo la existencia de seis funciones del lenguaje: la expresiva, la apelativa, la representativa, la fática, la poética y la metalingüística.
Posteriormente, investigadores californianos de la Escuela de Palo Alto adoptaron una postura muy crítica respecto al modelo de la comunicación, porque consideraban que no conseguía abarcar el complejo universo de la comunicación humana, repleto de interacciones. Paul Watzlawick, Janet Helmick Beavin y Don D. Jackson definieron en 1967 (en un trabajo traducido en 1985 con el título Teoría de la comunicación humana. Interacciones, patologías y paradojas) cinco axiomas de la comunicación humana, que pueden resumirse así:
1. Es imposible no comunicar. En la interacción humana, toda conducta tiene el valor de un mensaje. Como no existe la no conducta ni la anticonducta, tampoco existe la no comunicación y siempre estamos comunicando.
2. Toda comunicación tiene un nivel de contenido (lo que decimos) y un nivel relacional (a quién y cómo lo decimos), de forma que el último clasifica al primero y es, por tanto, una metacomunicación. Eso significa que toda comunicación incluye, además del significado de las palabras, más información sobre cómo el que habla quiere ser entendido y que lo entiendan y cómo el primero va a ver su relación con el receptor de la información. Así pues, no sólo transmitimos datos, sino también un tipo de relación con nuestro interlocutor. Por ejemplo, el comunicador dice: «Cuídate mucho». El nivel de contenido en este caso podría ser evitar que pase algo malo y el nivel de relación sería de amistad-paternalista.
3. La naturaleza de una relación depende de la gradación que los participantes mantengan con las secuencias comunicacionales entre ellos: cuando emisor y receptor inician una comunicación en que cada uno interpreta su propio comportamiento como mera relación ante el otro, además cada uno cree que su conducta es causa de la conducta del otro, algo que no es así, porque el proceso es más bien cíclico (no solo causa-efecto).
4. Las personas utilizan dos modalidades de comunicación: la comunicación digital (símbolos lingüísticos y/o escritos, de carácter principalmente lingüístico y abstracto: lo que se dice) y la analógica (lenguaje no verbal, de tipo no lingüístico y que incluye contenido y contexto: lo que se quiere decir).
5. Los intercambios comunicacionales pueden ser tanto simétricos como complementarios: esto depende de si la relación entre las personas está basada en intercambios igualitarios (conducta recíproca), o de si está basada en intercambios aditivos en donde uno y otro se complementan produciendo un acoplamiento reciproco de la relación. Una relación complementaria presenta algún tipo de autoridad como padre e hijo, mientras que una relación simétrica es la que presenta series de iguales condiciones (entre hermanos o amigos).[3][4]

## Los 11 elementos de la comunicación
- La fuente es la información o contenido en bruto que será transportada y transmitida en el mensaje codificado. Por ejemplo, la distribución de temperaturas mínimas de un país para un parte meteorológico. Hay varios tipos de fuente: por la naturaleza generativa de sus mensajes, puede ser aleatoria o determinista. Por la relación entre los mensajes emitidos, puede ser estructurada o no estructurada (caótica). Su incertidumbre se cuantifica mediante la entropía de Shannon.
- El emisor: Es quien recoge la información o fuente y mediante un código elabora el mensaje y lo emite o transmite a través de un transmisor. Este emisor puede ser físico o una máquina. En el ejemplo anterior, sería el meteorólogo y el transmisor sería la cámara.
- El código: es el sistema de signos y reglas de combinación de los mismos con que se codifica el mensaje que sirve para transmitir una información o fuente según un sistema simbólico comprensible o descifrable para el emisor y el receptor, quienes deben compartir un grado similar de conocimiento del mismo para que la transmisión tenga éxito. En el ejemplo anteriormente citado, podría ser la escala Réaumur de temperaturas, que consigna un intervalo de ochenta grados, o la Celsius, cuyo intervalo es cien grados, o la Fahrenheit, que lo tiene de 120 grados; la información sería la misma, pero cada código la cifraría con distintos números según el código empleado. Y, asimismo, el parte meteorológico se haría en el código del idioma que compartieran meteorólogo y público.
- El canal: Es el medio físico a través del cual discurre el mensaje; por ejemplo, en el caso de la parte meteorológica, el aire por el que se retransmiten las ondas de radio y el sonido de la televisión y los nervios auditivos del oído.
- El mensaje: Es la información ya elaborada mediante un código, transmitida por el emisor y recibida por el receptor: un parte meteorológico.
- La señal emitida es la intensidad de la transmisión una vez sale del emisor, siempre más intensa y menos modificada o distorsionada que la señal recibido.
- El contexto es lingüístico y consiste en los mensajes anteriores y posteriores al enviado que hacen posible su comprensión completa, así como el marco de referencia, el universo de discurso y las implicaciones y presuposiciones necesarias para que sea interpretado correctamente. Así, cuando el meteorólogo hablase de "mal tiempo" el agricultor lo interpretaría de distinta manera que el ciudadano que quiera irse de pícnic, pero ambos correctamente porque disponen de marcos de referencia conformes a sus intenciones.
- La situación es extralingüística y consiste en el tiempo, el espacio y el ambiente que rodea a la transmisión del mensaje: su marco espacio-temporal.
- El ruido es cualquier elemento físico (sordera, opacidad del canal que provoca debilitamiento de la señal, interferencias, poca intensidad de la señal, excesiva intensidad de la señal, adulteración de la señal, recorte de la señal) o psíquico (mal o pobre conocimiento del código, distracción) que provoque una distorsión en la percepción y comprensión del mensaje. Por lo general provoca una fuga o pérdida de información y se combate mediante la redundancia.
- La redundancia es la cantidad de veces que se repite el mensaje o partes del mensaje para que se refuerce la intensidad de la transmisión, proporcionando un margen para que las pérdidas o distorsiones del mensaje producidas por el ruido no impidan que este se transmita enteramente.
- El destinatario: Es la persona que descifra la señal recibida portadora del mensaje por medio de un receptor o perceptor recipiendiario de la misma que lo recibe pero no lo descifra (el televisor, por ejemplo); el destinatario es el receptor verdadero que lo descifra e interpreta (el personaje que ve y escucha el parte meteorológico) usando el mismo código que el emisor.

## Análisis modernos de los factores de la comunicación
La Escuela de Palo Alto, la hermenéutica y la teoría social de la acción comunicativa de Jurgen Habermas han estudiado profundamente las implicaciones que posee la teoría de la comunicación en las sociedades humanas y las numerosas dificultades que la obstaculizan. Las discrepancias no resueltas en la puntuación de las secuencias comunicacionales pueden llevar a impases interaccionales, en los que los participantes se hacen acusaciones mutuas de locura o maldad. Las discrepancias de puntuación tienen lugar en todos aquellos casos en que por lo menos uno de los comunicantes no cuenta con la misma cantidad de información que el otro, pero no lo sabe. Estos casos de comunicación patológica constituyen círculos viciosos que no se pueden romper a menos que la comunicación misma se convierta en el tema de comunicación (metacomunicación). Pero para ello tienen que colocarse afuera del círculo. Se observa en estos casos de puntuación discrepante un conflicto acerca de cuál es la causa y cuál el efecto, cuando en realidad ninguno de estos conceptos resulta aplicable debido a la circularidad de la interacción.
Otros análisis inciden en el ámbito de la comunicación de masas y política, como el conductista de Harold Dwight Lasswell, o el de Wilbur Schramm